# O Brother, Where Art Thou?
O Brother, Where Art Thou? är en amerikansk film som hade biopremiär i USA den 22 december år 2000.

## Handling
I Mississippi 1937  är tre fångar på rymmen, Ulysses Everett McGill, Delmar O'Donnell och Pete. De försöker ta sig hem till sina familjer och vill hitta det byte som Everett (George Clooney) påstår sig ha gömt efter sin senaste kupp, på en plats där en damm ska byggas. På den långa färden genom den amerikanska södern upplever de många äventyr. De bildar bland annat musikgruppen Soggy Bottom Boys som i filmen får en jättehit med den traditionella folkmusiklåten Man of constant sorrow. Den något långsökta förebilden lär ha varit gospelgruppen The Blind Boys of Alabama. Från den ska bröderna Joel och Ethan Coen bland annat fått uppslaget till den blinde radiostationsägaren och dennes fråga om gruppen var "colored", vilket The Blind Boys of Alabama var.

## Om filmen
O Brother, Where Art Thou? är regisserad av Joel och Ethan Coen. Handlingen är löst baserad på Homeros epos Odysséen: Everett (vars fullständiga namn är Ulysses Everett McGill) är kung Odysseus, enögde "Big Dan" motsvarar cyklopen Polyfemos, Everetts hustru Penny har rollen som Penelope, "Pappy" O'Daniel blir Zeus som till slut får slut på Everetts/Odysseus olycka, den sataniske Sheriff Cooley har Poseidons roll och de tre tvättflickorna är sirenerna. Titeln är tagen från filmen Med tio cents på fickan från 1941, där en karaktär vill filmatisera den fiktionella romanen Oh brother, where art thou. Filmmusiken framförs bland annat av kända country- och bluegrassartister som Alison Krauss, Gillian Welch och Emmylou Harris. Filmen manipulerades digitalt för att ge den en sepiaton för att återge känslan av ett foto från Depressionen.

## Tagline
- They have a plan, but not a clue.

## Rollista (i urval)
- George Clooney - Everett
- John Turturro - Pete
- Tim Blake Nelson - Delmar
- John Goodman - Big Dan Teague
- Holly Hunter - Penny
- Chris Thomas King - Tommy Johnson
- Charles Durning - Pappy O'Daniel
- Del Pentecost - Junior O'Daniel
- Michael Badalucco - George "Babyface" Nelson
- J.R. Horne - Pappy's Staff
- Brian Reddy - Pappy's Staff
- Wayne Duvall - Homer Stokes
- Ed Gale - The Little Man
- Ray McKinnon - Vernon T. Waldrip
- Daniel von Bargen - Sheriff Cooley/Djävulen

### Fotnoter
1. ↑  Svensk Filmdatabas, Svenska Filminstitutet, Svensk filmdatabas film-ID: 44010.[källa från Wikidata]
2. ↑  ”O Brother, Where Art Thou?” (på engelska). Box Office Mojo. 22 december 2000. http://www.boxofficemojo.com/movies/?id=obrotherwhereartthou.htm. Läst 7 november 2016.
3. ↑  Richard J. Gray, Owen Robinson. A companion to the literature and culture of the American south. Blackwell Publishing ltd. ISBN 9780631224044